# Галапагос
Острва Галапагос (шп. Islas Galápagos, Archipiélago de Colón) су група од 14 већих вулканских острва и бројних мањих острва и стена у Тихом океану на око хиљаду километара од обале Јужне Америке. Овај архипелаг чини једну покрајину у Еквадору познату као покрајина Галапагос (шп. Galápagos Province). Површина острва је 8.010 km². Острва су брдовита, уздижу се до висине од 1.707 m и на њима се налази неколико активних вулкана. Главни језик на острвима је шпански. Острва имају нешто више од 25.000 становника.
Прва забележена посета острвима догодила се случајно 1535. године, када је фратар Томас де Берланга, бискуп Панаме, био изненађен када је пронашао ову неоткривену земљу на путовању у Перу да арбитрира у спору између Франсиска Пизара и Дијега де Алмагра. Берланга се на крају вратио у Шпанско царство и описао услове на острвима и животиње које су их насељавале. Група острва је приказана и названа „Insulae de los Galopegos“ (Острва корњача) на мапи Абрахама Ортелија „America Sive Novi Orbis“ објављеној 1570. Прву грубу мапу острва направила је 1684. буканир Амброз Каули, који је поједина острва назвао по неким од својих колега гусара или по енглеским краљевима и племићима. Ова имена су коришћена у ауторитативним навигационим картама острва припремљеним током истраживања Бигла под вођством капетана Роберта Фицроја и у Дарвиновој популарној књизи Путовање Бигла. Нова независна Република Еквадор узела је острва од шпанског власништва 1832. године, а затим им је дала нова шпанска имена. Старији називи остали су у употреби у публикацијама на енглеском језику, укључујући The Encantadas Хермана Мелвила из 1854. године.

## Становништво
Пет острва је насељено: Санта Круз (око 15.000 становника), Сан Кристобал (око 5.600), Изабела (око 950), Флореана (око 100) и Балтра (на коме се налази само аеродром).
Године 2006. на острвима је званично живело 19.184 становника. Сваких 10 година број становника се удвостручује, а многи су ту противзаконито. До 2009. број становника се повећао на 25 - 30.000. Због атрактивног и јединственог биљног и животињског света острва је 2003. посетило око 80.000 туриста. Њихов транспорт и снабдевање оптерећује екосистем острва колико и стално становништво.
Главни град Галапагоса је Пуерто Бакверизо Морено.

## Историја
Први Европљанин који је стигао до Галапагоса био је шпански бискуп Панаме Томас де Берланга чији брод је овде залутао ношен ветровима 10. марта 1535. По студији из 1952. на острвима су пре тога боравили древни јужноамерички народи. Острва су први пут приказана на мапама из 1570. (Insulae de los Galopegos - острва корњача).
До раног 19. века острва су углавном користили енглески гусари за скровиште.
Прву научну мисију на Галапагос је 1790. довео сицилијански поморац Алесандро Маласпина. Подаци о овој експедицији нису сачувани.
Ловци на китове су уловили много корњача на Галапагосу због њихове масти. Корњаче су кориштене и као практичан извор хране на бродовима, јер су могле да опстану неколико месеци без хране. Ова пракса је значајно смањила њихов број и уништила неке врсте.
Еквадор је анектирао острва 12. фебруара 1832. Први гувернер је на острво Флореана довео групу робијаша. Ускоро су ту дошли занатлије и фармери.

### Чарлс Дарвин и острва Галапагос
Острва Галапагос су посебно позната по Чарлсу Дарвину који је ту пронашао инспирацију за своју теорију еволуције. Млади Дарвин је посетио четири острва од 15. септембра до 20. октобра 1835.. Брод „Бигл“ је тада на свом путовању око света пристао уз острва са намером да природњаци изуче геологију и биологију острва.
Дарвин је приметио да се оклопи корњача и врсте птица из фамилије Mimidae на различитим острвима разликују. Пред крај путовања претпоставио је да ови примери „подривају стабилност врста“. По повратку у Енглеску утврђено је да су наизглед различите птице у ствари варијације сродних врста. Ове чињенице су биле темељ на коме је Дарвин развио своју теорију о природној селекцији и еволуцији. Њу је представио у чувеном делу О пореклу врста (The Origin of Species).

### Новија историја
За време Другог светског рата на острву Балтра деловала је америчка поморска и радарска база, која је после рата прешла под управу Еквадора. Галапагос је постао национални парк 1959. Националном парку припада 97,5% површине острва. Развој туризма је започет 1960-их.
УНЕСКО је острва Галапагос 1978. укључио на листу Светске баштине. Статус резервата биосфере Галапагос је добио 1985. Резерват је 2001. проширен на морску зону.
И данас су острва Галапагос лабораторија на отвореном у којој се може посматрати еволуција.

## Клима
Архипелаг углавном карактерише мешавина климе тропске саване и полусушне климе. Такође прелази у климу тропских прашума на северозападу.
| Клима острва Сан Кристобал, 1981–2010 нормале | Клима острва Сан Кристобал, 1981–2010 нормале | Клима острва Сан Кристобал, 1981–2010 нормале | Клима острва Сан Кристобал, 1981–2010 нормале | Клима острва Сан Кристобал, 1981–2010 нормале | Клима острва Сан Кристобал, 1981–2010 нормале | Клима острва Сан Кристобал, 1981–2010 нормале | Клима острва Сан Кристобал, 1981–2010 нормале | Клима острва Сан Кристобал, 1981–2010 нормале | Клима острва Сан Кристобал, 1981–2010 нормале | Клима острва Сан Кристобал, 1981–2010 нормале | Клима острва Сан Кристобал, 1981–2010 нормале | Клима острва Сан Кристобал, 1981–2010 нормале | Клима острва Сан Кристобал, 1981–2010 нормале |
| Показатељ \ Месец                             | .Јан.                                         | .Феб.                                         | .Мар.                                         | .Апр.                                         | .Мај.                                         | .Јун.                                         | .Јул.                                         | .Авг.                                         | .Сеп.                                         | .Окт.                                         | .Нов.                                         | .Дец.                                         | .Год.                                         |
| --------------------------------------------- | --------------------------------------------- | --------------------------------------------- | --------------------------------------------- | --------------------------------------------- | --------------------------------------------- | --------------------------------------------- | --------------------------------------------- | --------------------------------------------- | --------------------------------------------- | --------------------------------------------- | --------------------------------------------- | --------------------------------------------- | --------------------------------------------- |
| Максимум, °C (°F)                             | 29,2 (84,6)                                   | 30,3 (86,5)                                   | 30,5 (86,9)                                   | 30,2 (86,4)                                   | 29,2 (84,6)                                   | 27,6 (81,7)                                   | 26,4 (79,5)                                   | 25,6 (78,1)                                   | 25,7 (78,3)                                   | 26,0 (78,8)                                   | 27,0 (80,6)                                   | 27,8 (82)                                     | 27,96 (82,33)                                 |
| Просек, °C (°F)                               | 26,1 (79)                                     | 26,7 (80,1)                                   | 26,7 (80,1)                                   | 26,5 (79,7)                                   | 25,9 (78,6)                                   | 24,7 (76,5)                                   | 23,5 (74,3)                                   | 22,7 (72,9)                                   | 22,8 (73)                                     | 23,0 (73,4)                                   | 23,9 (75)                                     | 24,8 (76,6)                                   | 24,78 (76,6)                                  |
| Минимум, °C (°F)                              | 22,9 (73,2)                                   | 23,1 (73,6)                                   | 22,9 (73,2)                                   | 22,8 (73)                                     | 22,7 (72,9)                                   | 21,7 (71,1)                                   | 20,7 (69,3)                                   | 19,8 (67,6)                                   | 19,8 (67,6)                                   | 20,0 (68)                                     | 20,9 (69,6)                                   | 21,7 (71,1)                                   | 21,58 (70,85)                                 |
| Количина падавина, mm (in)                    | 83,4 (3,283)                                  | 107,4 (4,228)                                 | 106,3 (4,185)                                 | 94,9 (3,736)                                  | 41,9 (1,65)                                   | 32,5 (1,28)                                   | 18,8 (0,74)                                   | 9,8 (0,386)                                   | 7,6 (0,299)                                   | 11,0 (0,433)                                  | 12,6 (0,496)                                  | 51,5 (2,028)                                  | 577,7 (22,744)                                |
| Дани са падавинама                            | 11                                            | 10                                            | 11                                            | 6                                             | 5                                             | 8                                             | 13                                            | 14                                            | 12                                            | 11                                            | 8                                             | 10                                            | 119                                           |
| Извор: World Meteorological Organization      |                                               |                                               |                                               |                                               |                                               |                                               |                                               |                                               |                                               |                                               |                                               |                                               |                                               |

Следећа табела која одговара влажној 1969. години показује варијације падавина на различитим местима Санта Круз острва:
| Локација  | Станица Чарлс Дарвин | Девин фамра | Медија Луна |
| Висина    | 6 m                  | 320 m       | 620 m       |
| --------- | -------------------- | ----------- | ----------- |
| Јануар    | 23,0 mm              | 78,0 mm     | 172,6 mm    |
| Фебруар   | 16,8 mm              | 155,2 mm    | 117,0 mm    |
| Март      | 249,0 mm             | 920,8 mm    | 666,7 mm    |
| Април     | 68,5 mm              | 79,5 mm     | 166,4 mm    |
| Мај       | 31,4 mm              | 214,6 mm    | 309,8 mm    |
| Јун       | 16,8 mm              | 147,3 mm    | 271,8 mm    |
| Јул       | 12,0 mm              | 42,2 mm     | 135,6 mm    |
| Август    | 3,8 mm               | 13,7 mm     | 89,5 mm     |
| Септембар | 18,5 mm              | 90,9 mm     | 282,6 mm    |
| Октобар   | 3,2 mm               | 22,6 mm     | 96,5 mm     |
| Новембар  | 11,0 mm              | 52,8 mm     | 172,7 mm    |
| Децембар  | 15,7 mm              | 84,1 mm     | 175,3 mm    |
|           |                      |             |             |
| Укупно    | 469,7 mm             | 1901,7 mm   | 2656,4 mm   |

## Најважније животињске врсте
- Игуана са Галапагоса,
- Морска игуана,
- Корњача са Галапагоса
- Зелена корњача са Галапагоса,
- Морски краставац
- Корморан који не лети,
- Велика фрегата,
- Модронога сула,
- Пингвин са Галапагоса, , једина жива врста тропских пингвина
- Албатрос са Галапагоса, , једина жива врста тропских албатроса
- Соко са Галапагоса,
- 4 ендемских врста
- 13 ендемских врста тангара
- Морски лавови са Галапагоса,

## Већа острва
Ово је списак галапагоских острва већих од 20 km²:
| острво        | старо енгл. име | подгрупа  | кантон        | узвишење  | висина m | површина km² |
| ------------- | --------------- | --------- | ------------- | --------- | -------- | ------------ |
| Изабела       |                 | западна   | Изабела       | Вулф      | 1707     | 4640         |
| Санта Круз    |                 | централна | Санта Круз    |           | 864      | 986          |
| Фернандина    |                 | западна   | Изабела       | Ла Кумбре | 1476     | 643          |
| Сан Салвадор  |                 | централна | Санта Круз    |           | 907      | 585          |
| Сан Кристобал |                 | источна   | Сан Кристобал |           | 640      | 558          |
| Флореана      |                 | источна   | Сан Кристобал |           | 730      | 173          |
| Марчена       |                 | северна   | Санта Круз    |           | 343      | 130          |
| Еспањола      |                 | источна   | Сан Кристобал |           | 206      | 61           |
| Пинта         |                 | северна   | Санта Круз    |           | 777      | 59           |
| Балтра        |                 | централна | Санта Круз    |           | ...      | 27           |
| Санта Фе      |                 | централна | Сан Кристобал |           | ...      | 24           |
| Галапагос     | Колон           |           |               | Вулф      | 1707     | 8010         |